# Dia do Peregrino
O Dia Nacional do Peregrino é uma data comemorativa da República Portuguesa, instituída pela Assembleia da República a 27 de junho de 2014, para comemorar o Dia do Peregrino a 13 de outubro, data em que se assinala a última aparição de Nossa Senhora de Fátima, altura em que se deu o Milagre do Sol, testemunhado por milhares de pessoas na Cova da Iria.